# Kent Bach
Kent Bach (nascut el 1943) és un filòsof americà i professor de filosofia a la Universitat Estatal de San Francisco. Les seves principals àrees de recerca inclouen la filosofia del llenguatge, la lingüística i l'epistemologia. És autor de tres llibres: Exit-existentialism: A philosophy of self-awareness, Linguistic Communication and Speech Acts i Thought and Reference.

## Obra
- Bach, Kent, Exit-existentialism;: A philosophy of self-awareness, Wadsworth Pub. Co, 1973. ISBN 0-534-00309-5
- Bach, Kent i Harnish, Robert M., Linguistic Communication and Speech Acts, The MIT Press, 1982. ISBN 0-262-52078-8
- Bach, Kent, Thought and Reference, Oxford University Press. ISBN 0-19-824077-5